# Kazys Preikšas
Kazys Preikšas (ur. 14 czerwca 1903 w miejscowości Verbūnai na Litwie, zm. 5 grudnia 1961 w Sereje) – litewski komunista, radziecki polityk.

## Życiorys
Działał w KPL. Od 15 sierpnia 1940 do 16 lutego 1954 był członkiem Biura KC Komunistycznej Partii (bolszewików) Litwy/Komunistycznej Partii Litwy, jednocześnie od 15 sierpnia 1940 do 25 listopada 1948 sekretarzem Biura KC KP(b)L ds. propagandy, 1948-1960 zastępcą przewodniczącego Rady Ministrów Litewskiej SRR, a od 1960 do końca życia ministrem spraw zagranicznych Litewskiej SRR.